# Riccardo Perotti
Riccardo Perotti (né le 31 décembre 1963 à Manta) est un chanteur et producteur équatorien. Avec une activité prolifique de plus de trois décennies sur la scène équatorienne en tant qu'auteur-compositeur-interprète, compositeur, promoteur et producteur, il enregistre plusieurs albums en studio et en public, participe à des productions télévisées ainsi qu'à la promotion de divers festivals, dont le Pululahua, Rock desde el Volcán, en 1999.

## Biographie

### Jeunesse
Pendant son adolescence, il forme le trio musical Harvest avec David Gilbert et Pablo de La Torre, avec lesquels ils enregistrent l'EP Renaissance en 1979, une expérience qui conduira Perotti à étudier au Berklee College of Music de Boston dans les années 1980. De retour au pays, il est nommé en 1988 directeur audio de la société de production Octavo Arte, qui crée le label discographique Ávalon, lequel lance la carrière musicale de Ricardo Williams, alors connu sous le nom de Dómino. En 1989, en tant qu'auteur-compositeur-interprète, il atteint la finale du MTV Festival en Équateur, organisé par le programme MTV International, animé par Deysi Fuentes et diffusé à l'époque par Gamavisión. Il participe également à la série El Ángel de Piedra, diffusée par Ecuavisa, interprétant la chanson Ángel avec Ricardo Williams. En 1990, il commence officiellement sa carrière solo avec le single Quien te ha dicho (que el amor es fácil), très bien accueilli au niveau local, et qui fera partie de l'EP Traficando un amanecer, recevant en 1991 la reconnaissance de « artiste révélation » par la station de radio JC La Bruja 107.3 FM.

### Années 1990
En 1993, il participe à la bande sonore de la mini-série No quiero ser bella sur Teleamazonas avec la chanson Aunque no sé dónde estás. En 1994, il publie son premier album Palabras Grandes, qui compile les chansons de son premier album et promeut en 1995 les nouveaux titres Duro de matar et Basta con que estés, avec une grande diffusion au niveau national. 
En 1997, sous les auspices du journal équatorien Diario Hoy, désormais disparu, il publie le split album Lo mejor de Perotti y Williams, qui compile des chansons de lui et du musicien Ricardo Williams de Quito. En 1998, avec le fonctionnaire Julio Bueno de la municipalité de Quito, il promeut le festival international Pululahua, Rock desde el Volcán, qui a lieu en février 1999 avec la présence de groupes et artistes tels que La Ley, Babasónicos, Lucybell, Nito Mestre, Fabiana Cantilo, Pedro Aznar et d'autres représentants, avec lesquels il partage également la scène avec le groupe Riccardo Perotti y Los Miserables.

### Années 2000
À la fin du XXe siècle et au début du XXe siècle, Ricardo Perotti sort Aurora Café, un album qui ne reçoit pas le même accueil que Palabras Grandes sur le marché équatorien. Cependant, en 2001, l'artiste se relance avec la chanson Tierra de luz, rééditée en 2004 pour commémorer le 25e anniversaire de la déclaration de Quito comme Patrimoine culturel de l'humanité par l'UNESCO, avec la collaboration de Francisco Terán, Juan Fernando Velasco, Felipe Jácome de Tercer Mundo, Las Lolas et Ricardo Williams.
En 2005, il publie son troisième album, Bicicletas de Marzo, dont les chansons Ángeles de paso et Espérame sont à nouveau très populaires sur les radios équatoriennes. En 2006, il forme avec le musicien argentin-équatorien Alberto Caleris et le musicien allemand Alois Braun le trio Perotti-Caleris-Braun, qui tourne entre 2007 et 2010 en Espagne, en France, en Allemagne, en Belgique, aux Pays-Bas, en Suisse, en Autriche et en Lituanie. Cette expérience donne naissance à l'album The Miami Sessions, publié en 2008.

### Depuis les années 2010
Au cours des années 2010, Riccardo Perotti s'installe à Miami, aux États-Unis, où il travaille comme musicien et producteur de musique. En mai 2016, il participe au concert international Ecuador aquí Estoy, au profit des victimes du siésme de Manabí et Esmeraldas du 16 avril de la même année. En 2018, il sort l'album Todos estos años, une compilation de ses chansons les plus marquantes depuis 1990. La même année, il sort également un nouvel album studio, Lo que te toca, faisant la promotion de la chanson El cuerpo del delito, qui est largement diffusée sur les réseaux sociaux.
Dans le contexte de la pandémie de Covid-19, il sort en juin 2020 la chanson Esto también pasará, avec la participation de ses filles Isabella et Martina Perotti.

## Discographie

### Albums studio
- 1990 : Traficando un amanecer (EP)
- 1994 : Palabras Grandes
- 2000 : Aurora Café
- 2004 : Bicicletas de Marzo
- 2018 : Todos estos años
- 2018 : Lo que te toca

### Avec Ricardo Williams
- 1997 : Lo mejor de Perotti & Williams (split)